# Draconarius kayasanensis
Draconarius kayasanensis är en spindelart som först beskrevs av Paik 1972.  Draconarius kayasanensis ingår i släktet Draconarius och familjen mörkerspindlar. Inga underarter finns listade i Catalogue of Life.